# Wages of Sin
Wages of Sin ist das vierte Album der schwedischen Melodic-Death-Metal-Band Arch Enemy. Es wurde 2001 von Century Media veröffentlicht. Es ist das erste Album der Band mit der neuen Sängerin Angela Gossow.

## Entstehung
Das Album wurde Ende 2000 im schwedischen Studio Fredman aufgenommen. Als Produzenten fungierten Fredrik Nordström und Michael Amott. Gemischt wurde das Album von Andy Sneap im britischen Backstage Studio.

## Veröffentlichung
Das Album erschien erstmals am 2. April 2001 in Japan. Die ersten Exemplare des Albums beinhalteten eine Bonus-CD mit bislang unveröffentlichten Aufnahmen der Band. Auf diesem Album ist noch der frühere Sänger Johan Liiva zu hören.
In Nordamerika und Europa erschien das Album am 18. März 2002.

## Titelliste
| Nr.          | Titel                   | Autor(en)                        | Musik                                              | Länge |
| ------------ | ----------------------- | -------------------------------- | -------------------------------------------------- | ----- |
| 1.           | Enemy Within            | Angela Gossow                    | Michael Amott, Christopher Amott                   | 4:21  |
| 2.           | Burning Angel           | Michael Amott                    | Michael Amott, Christopher Amott                   | 4:17  |
| 3.           | Heart of Darkness       | Michael Amott                    | Michael Amott, Christopher Amott                   | 4:52  |
| 4.           | Ravenous                | Michael Amott, Angela Gossow     | Michael Amott, Christopher Amott                   | 4:06  |
| 5.           | Savage Messiah          | Michael Amott                    | Michael Amott, Christopher Amott, Sharlee D’Angelo | 5:18  |
| 6.           | Dead Bury Their Dead    | Michael Amott                    | Michael Amott                                      | 3:55  |
| 7.           | Web of Lies             | Michael Amott                    | Michael Amott, Christopher Amott                   | 3:56  |
| 8.           | The First Deadly Sin    | Michael Amott, Angela Gossow     | Michael Amott, Christopher Amott                   | 4:20  |
| 9.           | Behind the Smile        | Michael Amott                    | Michael Amott, Christopher Amott                   | 3:28  |
| 10.          | Snow Bound              | Instrumental                     | Michael Amott, Christopher Amott                   | 1:34  |
| 11.          | Shadows and Dust        | Michael Amott, Daniel Erlandsson | Michael Amott, Christopher Amott                   | 4:28  |
| 12.          | Lament of a Mortal Soul | Angela Gossow                    | Michael Amott, Christopher Amott                   | 4:06  |
| Gesamtlänge: | Gesamtlänge:            | Gesamtlänge:                     | Gesamtlänge:                                       | 40:17 |

## Rezeption
Borjvoi Krgin von Blabbermouth.net lobte die Produktionsqualität des Albums und bezeichnete es als überzeugendste Leistung von Arch Enemy. Herausragend sei auch die Gitarrenarbeit der Amott-Brüder. Adam Bregman von Allmusic schrieb, dass sich Gossow gut in die Band einfüge und eine willkommene Neuerung sei.
Wages of Sin gewann eine Auszeichnung des japanischen Burrn!-Magazins in der Kategorie Bestes Album.